# Lista partidelor politice din Grecia
Înainte de alegerile din 2012, în politica din Grecia era caracteristic sistemul cu două partide. Istoric partidele dominante au fost Noua Democrație și Mișcarea Socialistă Panelenică. Sub sistemul electoral partidul are nevoie de cel puțin 3% din voturi pentru a ajunge în parlament.
La alegerile parlamentare din 2009, 5 partide au reușit să intre în parlamentul elen : Noua Democrație (ND), Mișcarea Socialistă Panelenică (PASOK), Partidul Comunist din Grecia (KKE), Coaliția Stângii Radicale (SYRIZA) și Adunarea Populară Ortodoxă (L.A.O.S). La alegerile din 2012, 7 partide au reușit să intre în parlament :ND,SYRIZA, PASOK, Grecii Indepedenți (ANEL), KKE, Zorii Aurii și Stânga Democrată (DIMAR).

## Partide reprezentate în Parlament și în Parlamentul European
| Nume                         | abr.   | Lider sau Secretar     | Locuri în Parlament | Ideologie                                                                                           | Poziție Politică | Afiliere Europeană                            | Afiliere Internațională                                        |
| ---------------------------- | ------ | ---------------------- | ------------------- | --------------------------------------------------------------------------------------------------- | ---------------- | --------------------------------------------- | -------------------------------------------------------------- |
| Noua Democrație              | ND     | Kyriakos Mitsotakis    | 158                 | Liberalism Conservator, Creștin-Democrație, Pro-Europenism                                          | centru-dreapta   | Partidul Popular European                     | Uniunea Democrată Internațională                               |
| Coaliția Stângii Radicale    | SYRIZA | Alexis Tsipras         | 86                  | Socialism Democratic, Populism de Stânga, Eco-Socialism, Anti-Capitalism                            | stânga           | Partidul Stângii Europene                     | nu are                                                         |
| Mișcarea pentru Schimbare    | KINAL  | Fofi Gennimata         | 22                  | Social-Democrație, Pro-Europenism, Liberalism Social, Socialism Democratic                          | centru-stânga    | Partidul Socialiștilor Europeni               | Internaționala Socialistă, Alianța Progresistă                 |
| Partidul Comunist din Grecia | KKE    | Dimitris Koutsoumpas   | 15                  | Comunism, Marxism-Leninism, Stalinism, Socialism revoluționar                                       | extrema stângă   | Partidul Comunist al Inițiativei Muncitorilor | Adunarea Internațională a Partidelor Comuniste și Muncitorești |
| Soluția Greacă               | EL     | Kyriakos Velopoulos    | 10                  | Național conservatism, Conservatorism Social, Euroscepticism, Populism de Dreapta, Naționalism grec | dreapta          | Conservatorii și Reformiștii Europeni         | nu are                                                         |
| MeRA25                       | MERA   | Yanis Varoufakis       | 9                   | Socialism Democratic, Progresism, Pro-Europenism                                                    | stânga           | DiEM25                                        | Internaționala Progresistă                                     |
| Zorii Aurii                  | XA     | Nikolaos Michaloliakos | 0                   | Ultranaționalism, Neo-Nazism. Metaxism, Euroscepticism, Anti-Globalizare                            | extrema dreaptă  | nu are                                        | ELAM                                                           |

## Partide Minore
| *Verzii Ecologiști - Stânga Democrată - Frontul Popular Unit - Noua Dreaptă - Partidul Cinic din Grecia - Partidul Politic al Succesorilor lui Kapodistrias - Societatea Prima - Adunarea Populară Ortodoxă - Speranța Națională | *Partidul Liberal - Partidul Vânătorilor din Grecia - Fronul Național - Ecologiștii Greci - Noii Reformiști pentru Reconstrucția Radicală |